# 万葉植物園
万葉植物園（まんようしょくぶつえん）は植物園の一種で『万葉集』に収録される歌に詠まれている植物（これを万葉植物という）を植栽し観賞を主なる目的とする。

## 概要
万葉集の歌は4500首以上あり、詠まれる草木は150種におよぶ。また一説には1500首以上で約170種が詠まれる。
詠まれる草木は頻度の多いものでハギ141首、ウメ118首、コウゾおよび「ヌバタマ」がそれぞれが81首など、またカタクリやシキミなど僅か1首しか詠まれないものもある。
万葉植物園はこれらに草木を植栽し市民への観賞に供する事を目的に主に地方公共団体や社寺が維持運営している。
多くの植物園では植物の和名の呼称と共に歌を掲示しており、観賞や観察し当時の詠み人を偲ぶことができる。万葉植物園は日本の各地にあり、宮城県黒川郡大衡村の「昭和万葉の森」のような総面積23ヘクタールにおよぶものもある。多くの場所は一般公開され100種から150種程度の草木を季節を問わず観ることができる。春日大社の「萬葉植物園」が日本で最初のものである。

## 一覧
この一覧は万葉植物園の名称でなくとも、歌に出てくる植物を集めて植栽する公園なども含めて挙げる。北海道、沖縄の万葉植物園が見当たっていないため項目から外している。

### 東北地方
- 昭和万葉の森 - 宮城県黒川郡大衡村[5]
- 徳良湖万葉植物園 - 山形県尾花沢市二藤袋
- 郡山あだたら万葉植物園(H29 4月閉鎖)、四季の里緑水苑 - 福島県郡山市喜久田町堀之内、本宮市岩根
- みちのく真野万葉植物園[7] - 福島県南相馬市鹿島区江垂桜平

### 関東地方
- 万葉植物園、天平の丘公園 - 栃木県下野市紫
- 万葉自然公園かたくりの里 - 栃木県佐野市
- 伊香保万葉植物園[8]西田公園 - 群馬県伊香保町
- 万葉植物園、群馬県立館林高等学校 - 群馬県館林市富士原町
- 万葉植物園、埼玉県 県民健康福祉村 - 埼玉県越谷市北後谷
- 萬葉植物園  埼玉県所沢市 航空記念公園
- 万葉植物園[9] - 千葉県市川市大野町
- 城山公園　万葉の径 - 千葉県館山市
- 万葉植物園、杉並区立向陽中学校 - 東京都杉並区下高井戸
- 万葉・薬用園、赤塚植物園 - 東京都板橋区赤塚
- 万葉公園 - 東京都八王子市
- 万葉植物園[10] - 東京都国分寺市西元町
- 薬師池公園　萬葉草花苑 - 東京都町田市
- 万葉植物園（通称）、専修大学生田キャンパス - 神奈川県川崎市多摩区東三田
- 万葉公園[11] - 神奈川県湯河原町, 松（六990）、梅（五849）、椿、楓(八1623)、歌碑（十四3668)
- 足柄万葉公園 - 神奈川県南足柄市関本[12]
- 足柄万葉森林公園　丸太の森・万葉植物苑 -  神奈川県南足柄市

### 中部地方
- 弥彦山 万葉の道 新潟県弥彦村
- 万力公園万葉の森[13] - 山梨県山梨市
- 万葉植物園、十二町潟水郷公園 - 富山県氷見市十二町中開
- 越中万葉植物園、正法寺 - 富山県高岡市伏木一宮若草
- 二上山万葉植物園 - 富山県高岡市二上
- 高岡市万葉歴史館 庭園 - 富山県高岡市
- 万葉植物園、倶利伽羅県定公園 - 富山県小矢部市埴生
- 万葉植物園、福井総合植物園 - 福井県丹生郡越前町朝日
- 万葉植物園、信濃国分寺史跡公園内 - 長野県上田市国分
- 千曲川万葉公園 - 長野県千曲市上山田温泉
- 万葉の森公園 - 静岡県浜松市浜名区平口
- 楽寿園　万葉の森 - 静岡県三島市
- 万葉の小径 - 静岡県伊東市
- 富士万葉植物園、倫理研究所 - 静岡県御殿場市印野
- 万葉植物園、片岡神社 - 静岡県榛原郡吉田町
- 名古屋市東山植物園 - 愛知県名古屋市千種区
- 西浦萬葉公園 - 愛知県蒲郡市
- 万葉公園 - 愛知県一宮市萩原町
- 万葉歌碑公園 - 愛知県知多郡南知多町
- 万葉の散歩道[14][15][16][17]

### 近畿地方

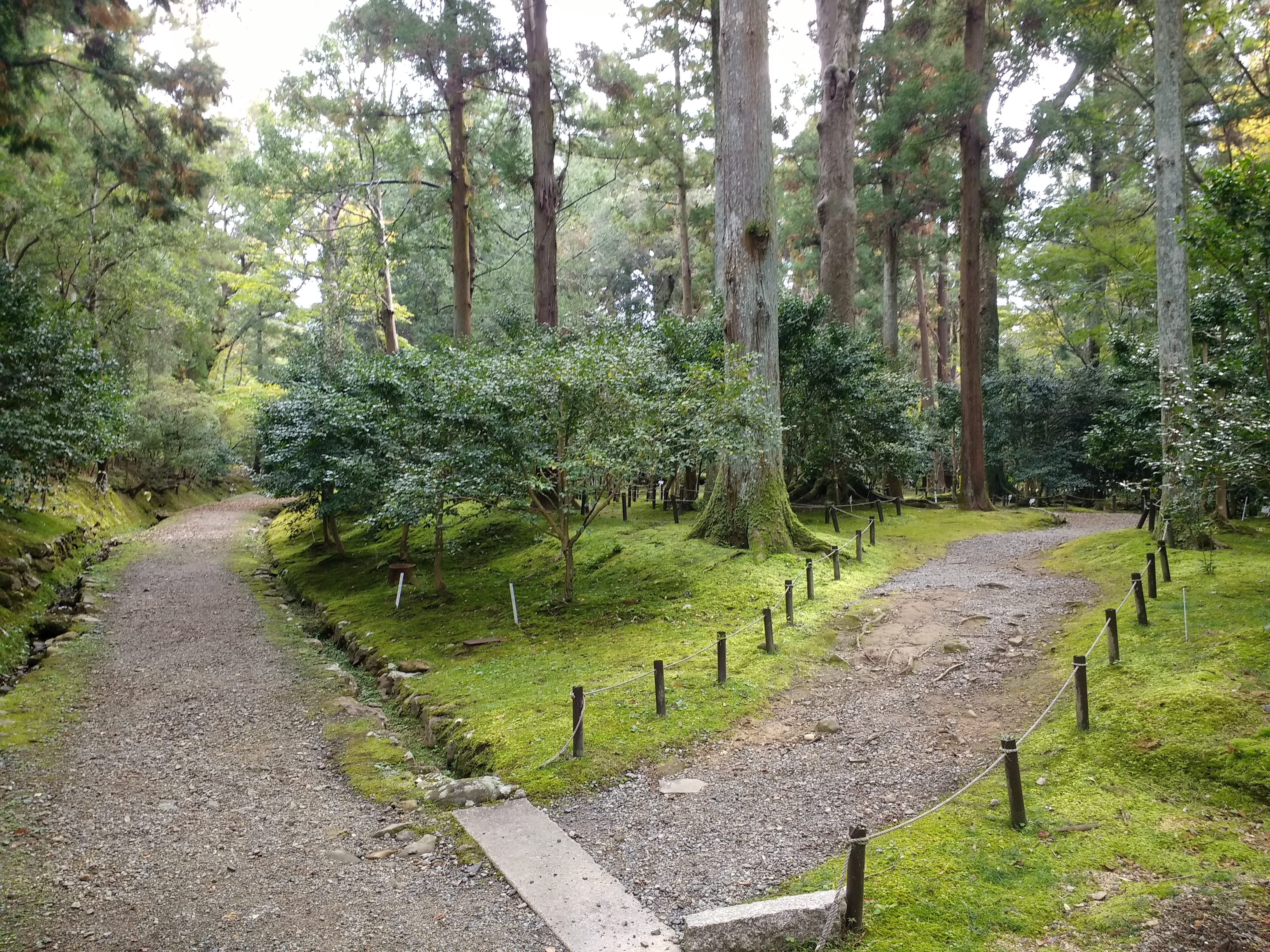
春日大社 萬葉植物園

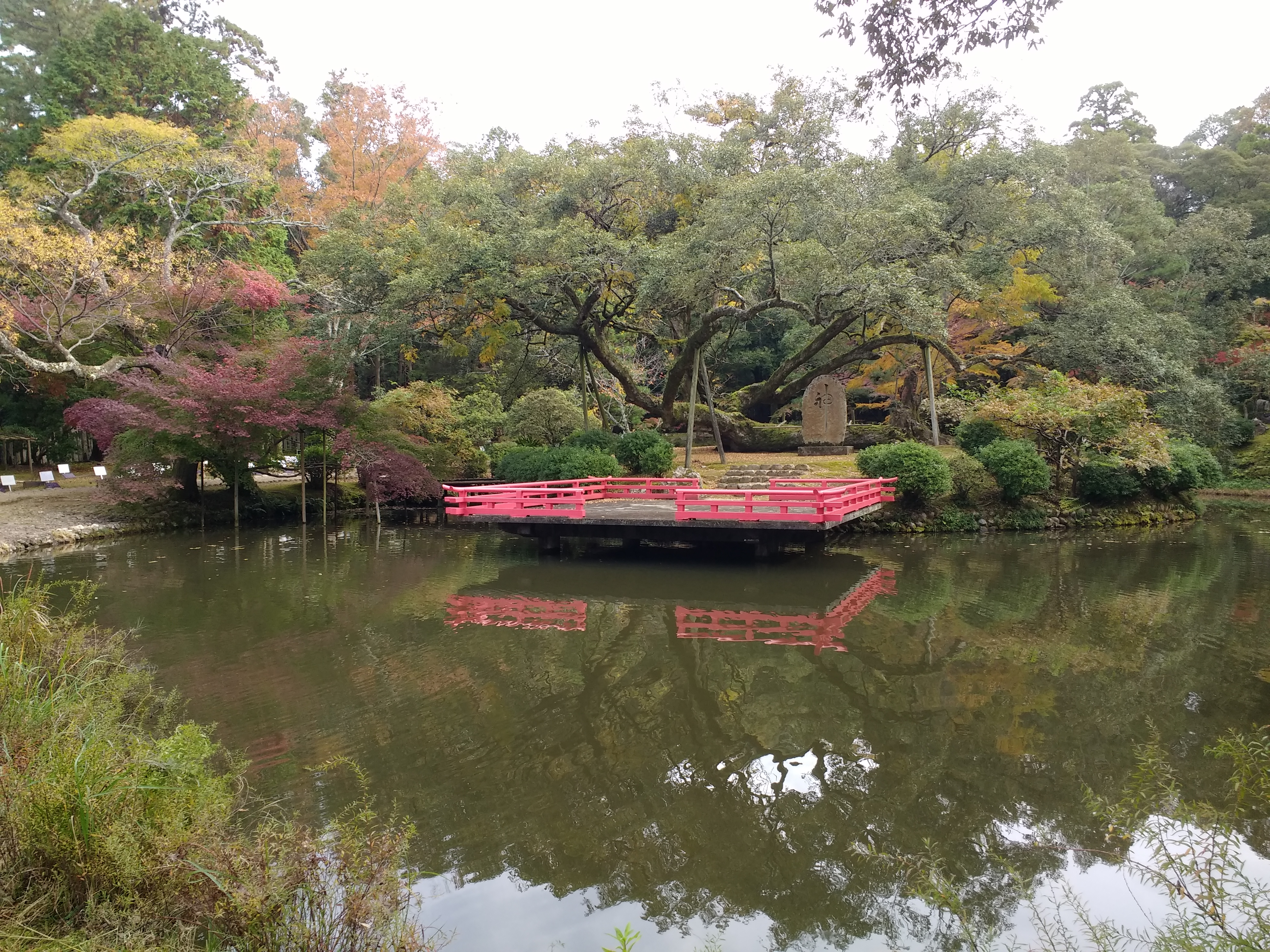
春日大社 萬葉植物園

- 万葉植物園 万葉の森[18] - 滋賀県東近江市野口町・糠塚町船岡山
- 長居植物園 万葉のみち - 大阪府大阪市東住吉区
- 恩智城址公園 第一万葉植物園 - 大阪府八尾市恩智中町
- 西田公園 万葉植物苑 - 兵庫県西宮市
- 猪名川万葉植物園 - 兵庫県川西市矢問
- いなみ野 万葉の森 - 兵庫県加古郡稲美町
- 春日大社 萬葉植物園 - 奈良県奈良市春日野町

1932年（昭和7年）開園、日本最初
- 萬葉の森 - 奈良県橿原市
- 国営飛鳥歴史公園 万葉植物園路[20] - 奈良県明日香村
- 吉野宮滝 萬葉の道 - 奈良県吉野郡吉野町
- 紀伊風土記の丘 万葉植物園 - 和歌山県和歌山市岩橋
- 紀の国萬葉めぐり - 和歌山県和歌山市
- 片男波公園 万葉館 - 和歌山県和歌山市

### 中国地方
- 島根県立万葉公園[21] - 島根県益田市高津町
- 因幡万葉歴史館 - 鳥取県鳥取市
- 鏡野 万葉の道 - 岡山県苫田郡鏡野町
- 万葉植物園、広島大学附属福山中学校・高等学校 - 広島県福山市春日町
- 万葉植物園、山口県セミナーパーク - 山口県山口市秋穂二島
- 万葉の森 - 山口県周南市

### 四国地方
- 川島万葉植物園 - 徳島県吉野川市川島地区
- 愛媛県万葉植物苑、愛媛県護国神社 - 愛媛県松山市御幸
- 土佐豊永万葉植物園、定福寺 - 高知県長岡郡大豊町粟生

### 九州地方
- 金印公園と志賀島万葉植物歌碑めぐり - 福岡県福岡市
- 都府楼とつくし万葉歌碑めぐり - 福岡県太宰府市
- 椿の山万葉自然植物園 - 福岡県筑紫野市
- 万葉公園 - 福岡県糸島市
- 万葉のみち、松浦河畔公園 - 佐賀県唐津市
- 西のはて　万葉の里 - 長崎県五島市
- 万葉公園 - 長崎県壱岐市
- 万葉植物園、早水公園[22] - 宮崎県都城市早水町